# 2009 ve fotografii

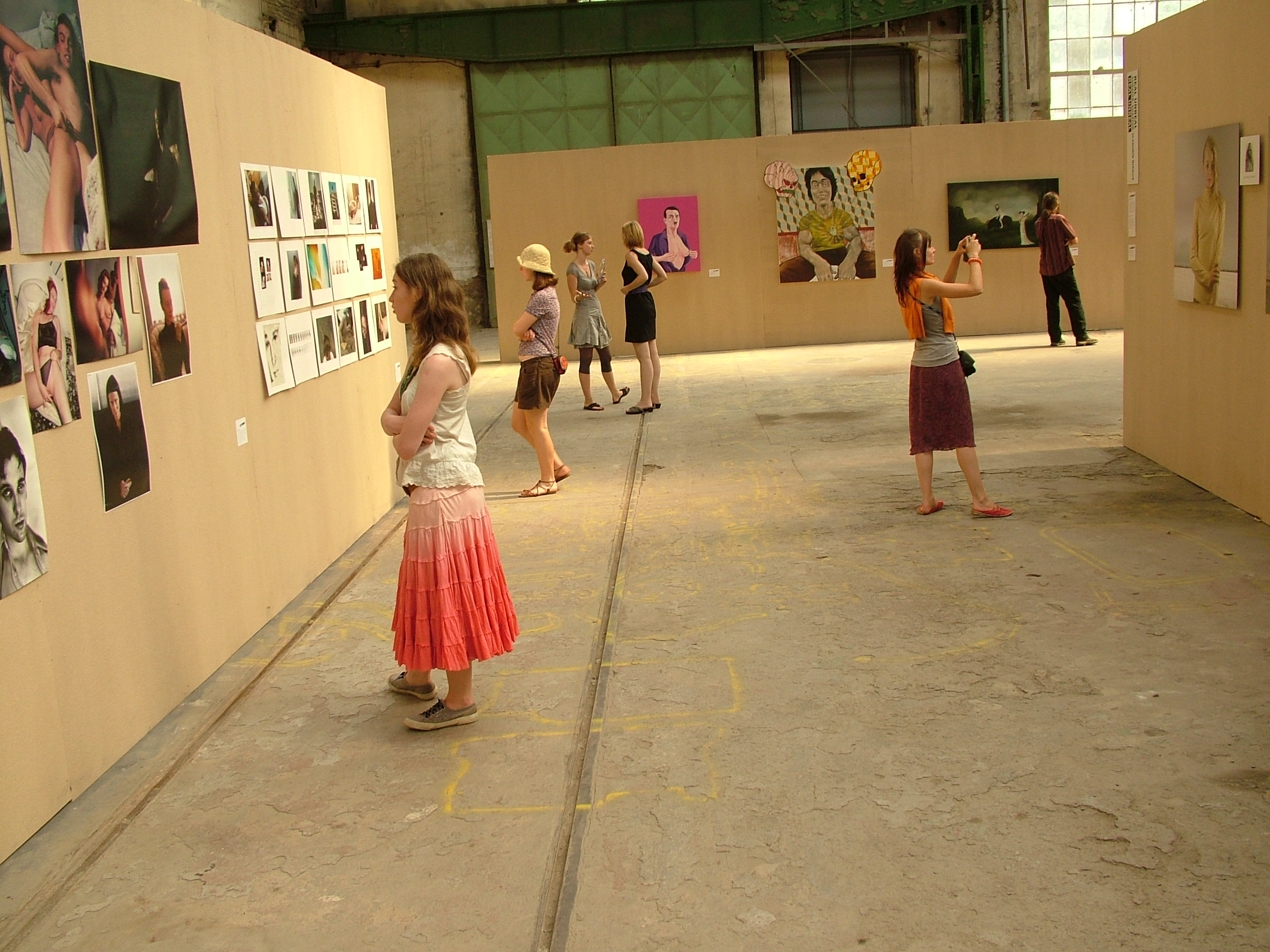
Prague Biennale Photo 2009

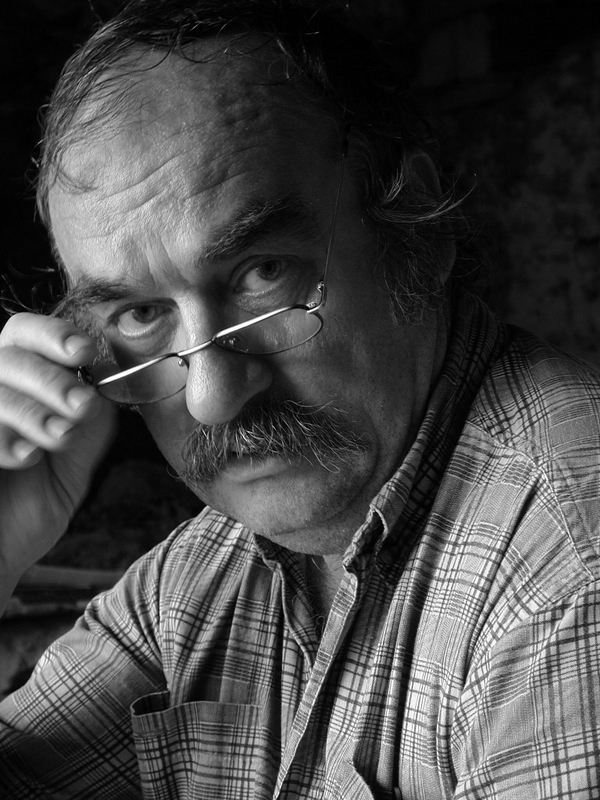
Dne 14. září zemřel český fotograf Jan Reich

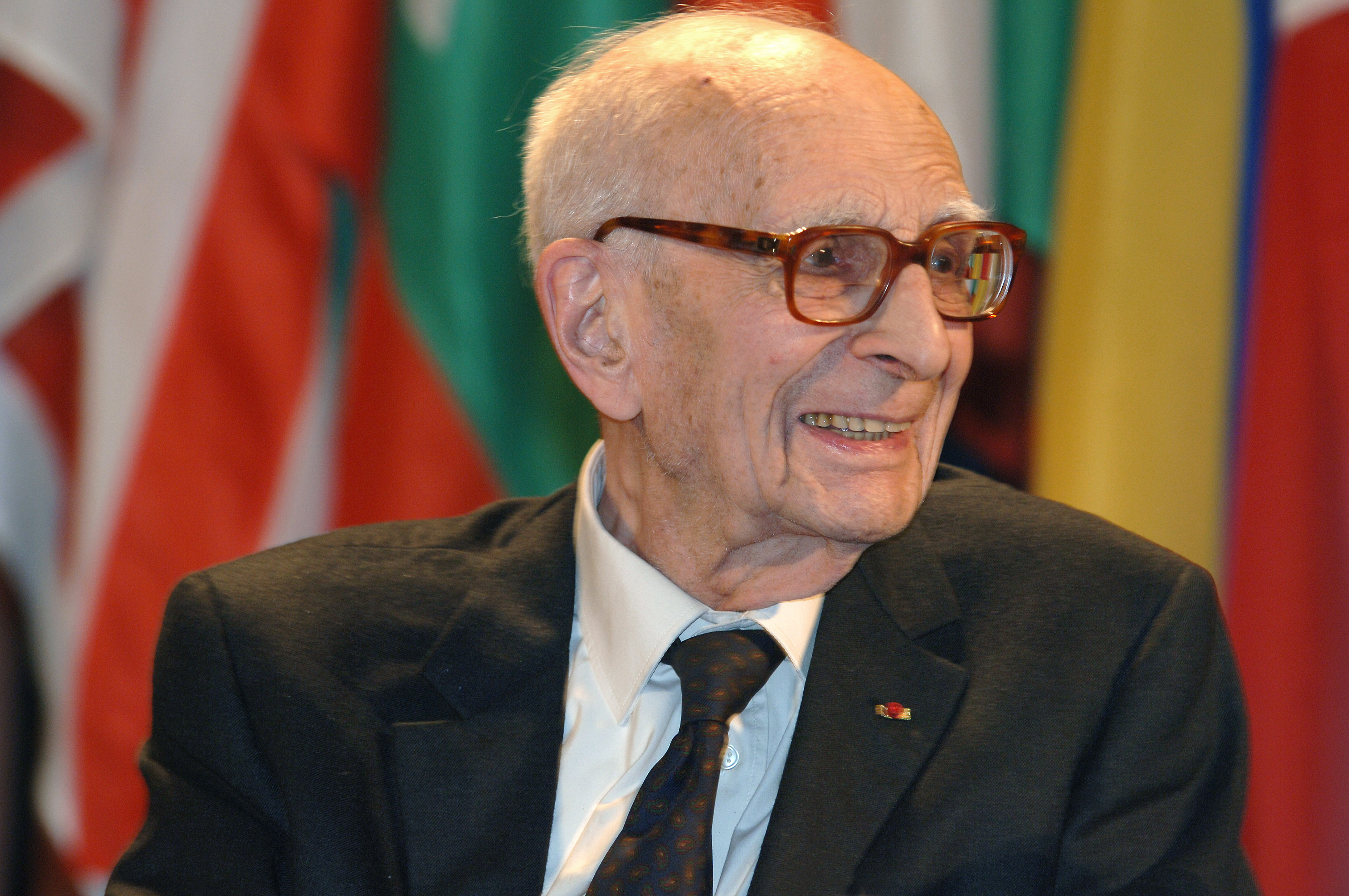
V roce 2009 zemřel také Levi Strauss

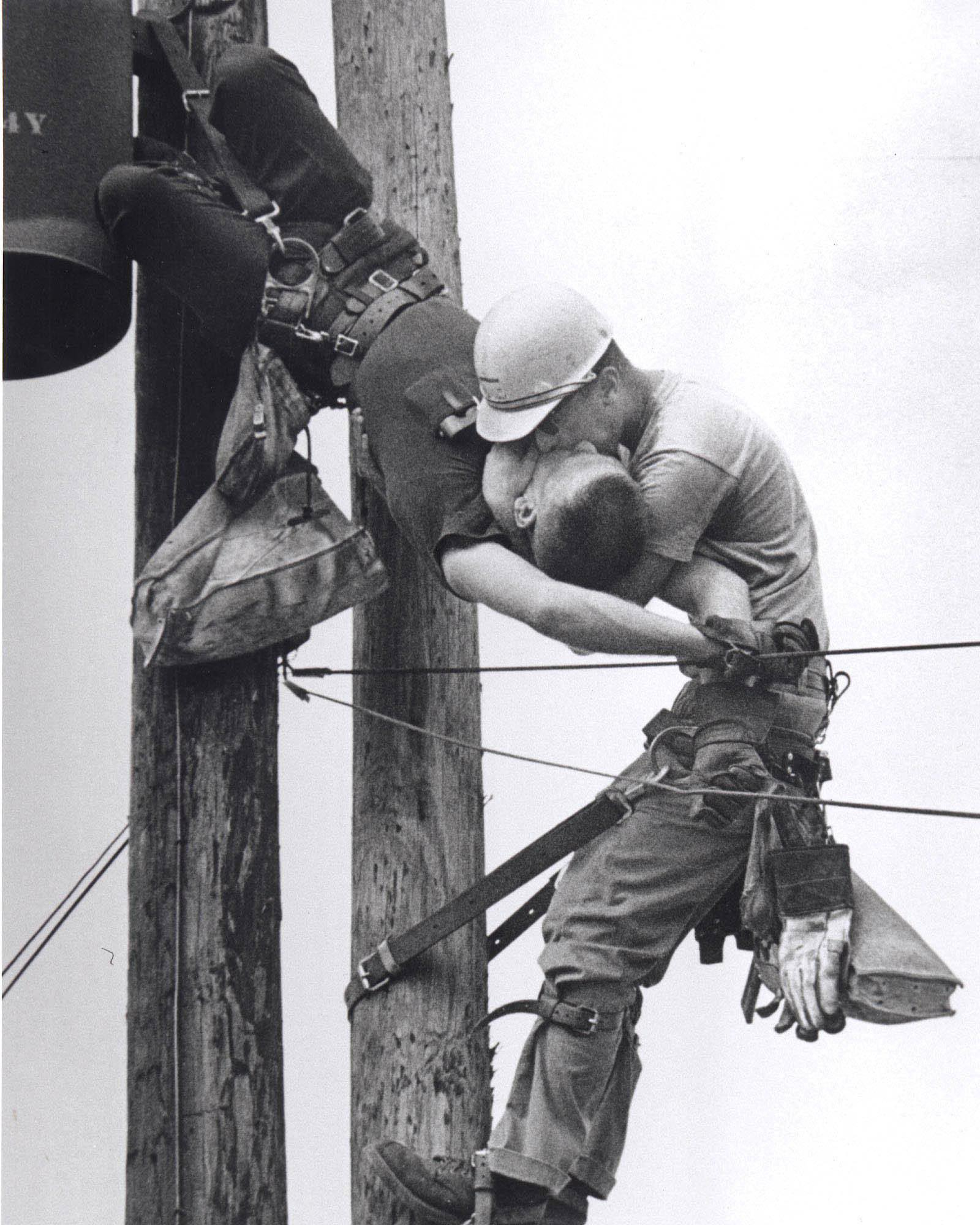
Rocco Morabito: Polibek života, fotografie oceněná Pulitzerovou cenou

Tento článek popisuje významné události roku 2009 ve fotografii.

## Události
- Byla založena Sharjah Art Foundation (Umělecká nadace v Šardžá), což je nadace současného umění a kultury se sídlem v Šardžá ve Spojených arabských emirátech.

- Funkeho Kolín 2009
- Prague Biennale Photo 2009
- Prague Photo

- Měsíc fotografie Bratislava 2009

- Mezinárodní festival fotografie v Lodži

- Rencontres d'Arles, 7. července – 13. září 2009
- Salon de la photo, Paříž, 15.–19. října 2009
- 13. Festival international de la photo animalière et de nature de Montier-en-Der, 19.–22. listopadu 2009
- Paris Photo, listopad

- Nordic Light, Kristiansund

- Month of Photography Asia, Singapur

## Ocenění

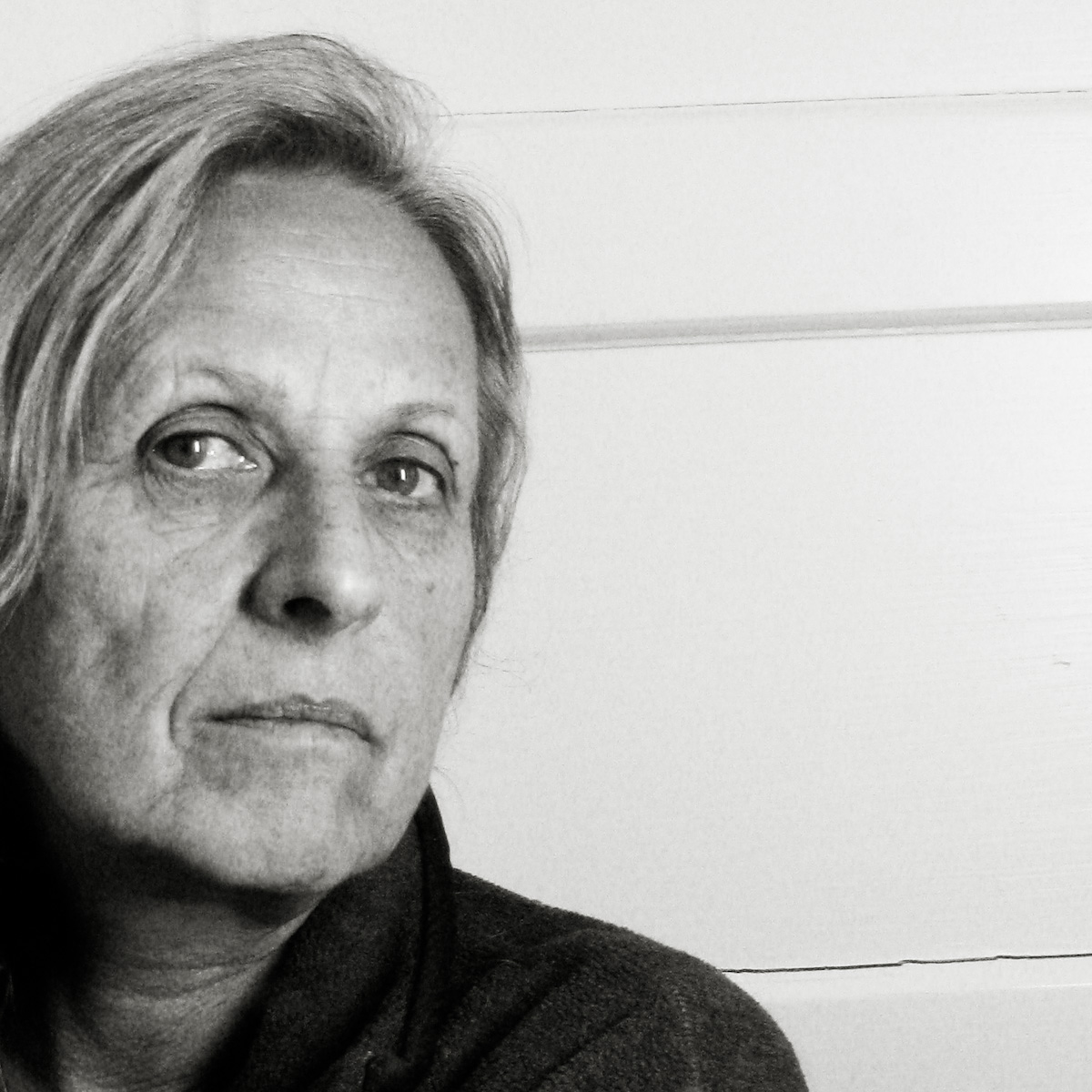
Sylvia Plachy získala v tomto roce cenu Ericha Salomona

- Czech Press Photo – Joe Klamar za snímek Barack Obama v Praze.[1][2]

- World Press Photo – Pietro Masturzo

- Prix international de la Fondation Hasselblad – Robert Adams
- Cena Lennarta Nilssona – Carolyn Porco (Space Science Institute) a Babak Amin Tafreshi
- Švédská cena za fotografickou publikaci – Kent Klich za Picture Imperfect

- Prix Niépce, Stéphanie Lacombe
- Prix Nadar – Centre Georges Pompidou
- Prix Arcimboldo – Mathieu Bernard-Reymond
- Cena Henriho Cartier-Bressona – David Goldblatt (Jihoafrická republika), za projekt TJ, pokračující práce ve městě Johannesburg
- Prix de photographie de l'Académie des beaux-arts – Thibaut Cuisset,[3] za projekt Campagne française, fragments
- Prix HSBC pour la photographie – Matthieu Gafsou a Grégoire Alexandre
- Prix Bayeux-Calvados des correspondants de guerre – Walter Astrada (Agence France-Presse)
- Prix Picto – Eva Sakellarides (vítěz), Romain Sellier (zvláštní cena)
- Prix Canon de la femme photojournaliste – Justyna Mielnikiewicz
- Prix Voies Off – Mirko Martin
- Prix Tremplin Photo de l'EMI – Eléonora Strano
- Prix Carmignac Gestion du photojournalisme – Kai Wiedenhöfer, Gaza: The Book of Destruction; reportáž z pásma Gazy; výstava v Musée d'art moderne de la Ville v Paříži v roce 2010.[4]
- Prix Roger-Pic – Michael Ackerman za jeho sérii Departure, Poland (Odlet, Polsko)

- Cena Oskara Barnacka – Mikhael Subotzky
- Cena Ericha Salomona – Sylvia Plachy[5]
- Cena za kulturu Německé fotografické společnosti – Wolfgang Tillmans
- Cena Hansely Miethové – Luca Zanetti (fotografie), Roland Schulz (text) a Cira Moro (fotografie), Stefan Scheytt (text)[6]

- Davies Medal – Graham D. Finlayson
- Sony World Photography Awards

- Zlatá medaile Roberta Capy – Khalil Hamra, Associated Press, Válka v Gaze
- Prix Inge Morath – Emily Schiffer
- Cena Ansela Adamse – Joshua Wolfe
- Prix W. Eugene Smith – Lu Guang
- Infinity Awards

- Cena Higašikawy – Anne Ferran, Tošio Šibata, Naoki Išikawa, Keidži Cujuguči
- Cena za fotografii Ihei Kimury – Kozue Takagi (高木 こずえ)
- Cena Kena Domona – Micuhiko Imamori (今森 光彦)[7]
- Cena Nobua Iny – Džun'iči Óta (太田 順一)
- Cena Džuna Mikiho – Gim Eun Ji za Ether
- Cena inspirace Džuna Mikiho – Kodži Ómaru za Tokyo Tower a Mojuru Curusaki za Moving Across The Sea

- Cena Roswithy Haftmann – Vija Celmins
- Prix Pictet – Nadav Kander (Izrael)

- Prix Paul-Émile-Borduas – ?
- Fotografická cena vévody a vévodkyně z Yorku – Donald Weber

- Národní fotografická cena Španělska – Gervasio Sánchez.[8]

## Velké výstavy
- Retrospektiva Michael Kenna, Francouzská národní knihovna
- La Subversion des images: surréalisme, photographie, film, Musée national d'art moderne (Paříž), 23. září 2009 – 11. ledna 2010
- Delpire & Cie, výstava věnovaná Robertu Delpireovi  a jeho kolegům fotografům a umělcům, mapující mnohostrannost jeho kariéry a svědčící o zásadní roli, kterou sehrál při prosazování fotografie v uplynulých desetiletích; konala se na Rencontres d’Arles, 7. července - 13. září 2009, a poté v Maison européenne de la photographie, 28. října 2009 - 24. ledna 2010
- Into the Sunset: Photography's Image of the American West:  jak fotografie zobrazovala představu amerického Západu od roku 1850 do současnosti; vystaveny byly snímky 72 fotografů, mezi nimiž například Ansel Adams, Robert Adams, Diane Arbusová, Richard Avedon, John Baldessari, Lewis Baltz, Edward Curtis, Elliott Erwitt, Robert Frank, Lee Friedlander, Dorothea Lange, Joel Meyerowitz, Timothy O'Sullivan, Tod Papageorge, Irving Penn, Cindy Sherman, Stephen Shore, Joel Sternfeld, Carleton E. Watkins, Henry Wessel Jr., Edward Weston, Minor White, Garry Winogrand..., Muzeum moderního umění (MoMA), New York, 29. března - červen 2009

## Úmrtí v roce 2009
- 4. ledna – Betty Freeman, 87, americká fotografka.[9]
- 30. ledna – Sune Jonsson, 78, švédský fotograf a spisovatel.[10]
- 6. února – Michel Sola, 69, francouzský fotograf.[11]
- 8. února – Terry Spencer, 90, britský pilot RAF a válečný fotograf, rakovina.[12]
- 10. února – Carolyn George, 81, americká tanečnice a fotografka.[13]
- 14. února – Andrzej Ancuta, polský režisér, kameraman a fotograf (* 10. února 1919)
- 17. února – Hisae Imai, japonská fotografka koní (* 19. července 1931)
- 9. března – Hanne Darbovenová, německá konceptuální umělkyně poválečného německého umění 20. století, kresby založené na geometrických nebo algebraických operacích, do papírových listů vpisovala čísla, znaky a slova, vztah mezi prostorem a časem, odkazy na historické a osobní události, publikace, filmy, skladby nebo instalace (* 29. dubna 1941)
- 10. března – Tom Hanson, 41, fotožurnalista, selhání srdce. [14]
- 12. března – Pierre Bourgeade, 81, francouzský fotograf.
- 15. března – Pirkle Jones, 95, americký fotožurnalista a pedagog (* 2. ledna 1914).[15]
- 18. března – Gianni Giansanti, 52, italský fotograf.[16]
- 21. března – Joseph Jasgur, 89, americký fotograf.[17]
- 29. března – Helen Levitt, 95, americká fotografka.[18]
- 29. března – Erik Liljeroth, švédský fotograf (* 27. května 1920)
- 5. dubna – Rocco Morabito, 88, americký fotograf, držitel Pulitzerovy ceny.[19]
- 13. dubna – Wincenty Szober, polský účastník Varšavského povstání, desátník kadet a fotograf (* 24. dubna 1920)
- 16. dubna – Fadel Shana'a, 23, palestinský fotožurnalista (Reuters), zastřelen.[20]
- 21. dubna – Vivian Maier, 83, amatérská pouliční fotografka.[21]
- 25. dubna – Benjamen Chinn, americký fotograf (* 30. dubna 1921)
- 2. května – Jasuši Nagao, japonský fotograf (* 20. května 1930)
- 15. května – Hubert van Es, 67, nizozemský fotograf.[22]
- 4. června – Võ An Ninh, 101, vietnamský fotograf.
- 11. června – Ricardo Rangel, 85, mosambický fotožurnalista.[23]
- 23. června – Kacumi Sunamori, japonský fotograf, cena Kena Domona (* 15. září 1951)
- 1. července – Norman Welton, 81, americký žurnalista, fotoeditor Associated Press, rakovina.[24]
- 13. července – Robert Cushman, 62, americký kurátor fotografie (Academy of Motion Picture Arts and Sciences).[25]
- 15. července – Julius Shulman, 98, americký fotograf architektury.[26]
- 26. července – Marcey Jacobson, 97, americký fotograf domorodých obyvatel v Mexiku, srdeční selhání.[27]
- 1. srpna – Berlyn Brixner, americký fotograf a hlavní fotograf testu Trinity, prvního výbuchu jaderné zbraně dne 16. července 1945 (* 21. května 1911)
- 2. září – Christian Poveda, 54, francouzský fotožurnalista a autor dokumentárních filmů, zastřelen[28]
- 11. září – Willy Ronis, 99, francouzský fotograf.[29]
- 2. října – Nat Finkelstein, 76, americký fotograf a fotožurnalista.[30]
- 7. října – Irving Penn, 92, americký módní fotograf magazínu Vogue.[31]
- 27. října – Roy DeCarava, 89, americký fotograf.[32]
- 30. října – Claude Lévi-Strauss, 100, francouzský fotograf.
- 2. listopadu – Evelyn Hofer, 87, původem německá fotografka.[33]
- 9. listopadu – Hans Gerber, švýcarský novinářský fotograf (* 25. července 1917)
- 14. listopadu – Jan Reich, 67, český fotograf a člen spolku Český dřevák.
- 14. listopadu – Ladislav Sitenský, 90, český fotograf.[34]
- 14. listopadu – Thomas Hollyman, 89, americký fotograf.[35]
- 26. listopadu – Sam Haskins, 83, jihoafrický fotograf.
- 28. listopadu – Kóiči Saitó, 80, japonský filmař a fotograf, zápal plic. [36]
- 5. prosince – Hryhoryj Lazarevyč Navryčevskyj, ukrajinský fotoreportér, umělecký fotograf a novinář (* 30. dubna 1928)
- 13. prosince – Larry Sultan, 63, americký fotograf, rakovina.[37]
- 14. prosince – Naib Uddin Ahmed, asi 84, bangladéšský fotograf.
- 18. prosince – Bob Willoughby, 82, americký fotograf, rakovina.[38]
- 21. prosince – Kenneth Gustavsson, švédský fotograf a zakladatel fotografické agentury (* 7. dubna 1946)
- ? – Susumu Macušima, japonský fotograf známý díky svým fotografiím portrétů, žen a aktů (* 5. ledna 1913)
- ? – Anna Herskó, maďarská filmová režisérka, fotografka, první maďarská diplomovaná kameramanka, získala ocenění Bély Balázse (* 20. srpna 1920 – 12. dubna 2009)
- ? – Manuel H, kolumbijský typograf, fotograf a fotožurnalista, sedm desetiletí fotografoval historii Bogoty a prostředí býčích zápasů (* 14. července 1920 – 18. září 2009)
- ? – Hernán Díaz, kolumbijský fotograf, uznávaný jako jeden z nejreprezentativnějších fotografů 20. století v zemi (* 5. ledna 1929 – 30. listopadu 2009)
- ? – Věra Caltová, česká divadelní fotografka v Divadle J. K. Tyla v Plzni (* 15. června 1923 – 15. května 2009)
- ? – Josef Erhart, český fotograf krajiny, památek, Šumavy a hub a vysokoškolský pedagog (* 4. února 1923 – 20. října 2009)

## Významná výročí

### Sté výročí narození
- Milton Rogovin, americký fotograf
- Fritz Henle, americký fotograf
- Maria Eisner, americká fotografka, redaktorka a reportérka, spoluzakladatelka agentury Magnum Photos
- Ken Domon, japonský fotograf
- Agustí Centelles, španělský fotograf
- Marcel Thomas, německý fotograf
- Marianne Breslauer, německá fotografka, fotožurnalistka a průkopnice pouliční fotografie (20. listopadu 1909 – 7. února 2001)
- Fritz Kempe, německý fotograf
- Pierre Jahan, francouzský fotograf

### Sté výročí úmrtí
- Eugène Pirou (1841–1909) byl francouzský portrétní fotograf a režisér.
- Pierre Petit (15. srpna 1832 – 16. února 1909) byl francouzský litografik a portrétní fotograf.